# Happy Kids
Happy Kids био је српски терестријални телевизијски канал. Покренут је 1993. године под именом „КБМ" док је 14. јуна 2002. године име канала промењено у „Happy", када се емитовао само на подручју града Београда.
Канал су на почетку оснивали Душан Митевић и Бојан Маљевић, као пробни ТВ канал KБМ, након чега их је касније заменила Бојана Маљевић под именом Happy, који је представљао другу српску дечју телевизију. Националну фреквенцију је добио 2006. године, коју је делио са каналом Кошава и емитовао се у периоду од 6.30 до 18.30 часова. Током емитовања канала Кошава на националној фреквенцији, канал Happy је емитовао свој програм као претплатнички канал под именом Happy Cable. Власништво канала Кошава, 2009. купује канал Happy и од 2010. године мења име у . Канал се емитовао током јутра, док Кошава мења име у Happy.

## Историја
је првобитно основан као пробна ТВ КБМ (Канал Бојан Маљевић), 1993. године, на коме се на почетку програма емитован дуго година као тест сигнал, након чега је 1999. године кренуо да емитује комерцијални и спортски програм, што није био предвиђен као сваки ТВ канал.
Од 14. јуна 2002. године је мењао име у Happy, у коме је власник ТВ-а Бојан Маљевић био замењен ћерком Бојаном Маљевић, као други дечији канал, после Канала Д, иако што компанија КБМ почиње да емитује канал, као ентитет. У почетку, канал се емитовао само на територији Београда на 39 УХФ каналу. Happy је емитовао дечје анимиране, игране и документарне серије, филмове, као и емитовања надсинхронизације класичних цртаних филмова (из продукције Warner Bros (за Душка Дугоушка, Гице Прасића, Срећне мелодије итд.), Волтер Ланц, Universal Pictures, (за Перу Детлића и Чили Вилија), Макс Флајшер, Paramount Pictures, Famous Studios (за Морнара Попаја, Супермена, Noveltoons, Screen Songs итд.), итд.), за које је сам канал радио синхронизације.
Почетком 2006, на конкурсу Републичке радиодифузне агенције за добијање националне фреквенције, прихваћена је заједничка понуда канала Happy и Кошава, при чему су на реклами за једну националну фреквенцију ових двеју телевизија изнад натписа за периоде емитовања промовисани њихови заштитни знаци. Happy је емитовао свој програм 6.30 до 18.30 часова као канал са националном фреквенцијом, након чега је емитован програм канала Кошава. Током емитовања програма канала Кошава, Happy се емитовао као претплатнички канал под именом Happy Cable.
Још од 2006. године  Happy саопштила да је телевизијски квиз Прутић организовала у складу са прописима и демантовала да јој је забрањено његово емитовање. Поводом натписа у београдским медијима да је инспекција Министарства трговине, туризма и услуга тој телевизији забранила емитовање квиза Прутић, директор Happy Слободан Скерлић негирао да је добио такво решење. Он је за агенцију Бета рекао да су инспектори током контроле телевизијских квизова утврдили да је цена позива њихову ТВ квизу јасно наглашена, али да су имали примедбе да није наведен узраст лица којима је квиз намењен. Поред тога, како је рекао, инспекција Министарства трговине заменила је Happy што није јасно назначило да се телефонски позив наплаћује свим потенцијалним учесницима квиза. Happy је најавила да ће, како јој је препоручено, убудуће јасно назначити своје огласне поруке, навести да ће уз цену позвати стајати за потенцијалне учеснике, а у позиву за учешће да је квиз намењен деци од пет до 15 година.
Од августа 2009. године власништво канала Кошава купује канал Happy, 2010. године Кошава мења име у Happy, док канал Happy мења име у . Канал Happy Kids је мењао термине емитовања, али је термин увек био током јутарњих часова. Канал Happy Kids је престао са радом 17. јануара 2017. године. Током блока, приказиване су цртане серије и цртани филмови намењени за децу. Блок је у потпуности био синхронизован на српски језик.
Током 2013. и 2014. године, Happy Kids је приказивао анимиране серије предузећа ViacomCBS, претходно емитоване на каналима Nickelodeon и Nick Jr. Канал је, као и за други емитован садржај, урадио синхронизацију. Емитоване серије су Млади мутанти нинџа корњаче, Планета Шин, Породица Икс, Так и моћ Џу-Џуа и Дора истражује.
Happy Kids је потписао уговор о сарадњи са предузећем The Walt Disney Company, те је од 1. априла 2016. године почео с емитовањем програма предузећа Disney. Канал је, као и за други емитован програм, у сопственој продукцији урадио синхронизације серија. Синхронизоване су серије Софија Прва, Мики Маусов клуб и Виолета. Програм је емитован као део блока Disney Club.
Канал Happy Kids је укинут 17. јануара 2017. године из непознатих разлога. Након тога, Happy никада више није приказивао дечји садржај.

## Синхронизација
Happy Kids се бавила синхронизацијом цртаних филмова и серија које је емитовала. Користила је и синхронизације студија Призор, Мириус, Loudworks, Квартет Амиго, Маркони, Имаго продукција, РТС, Soundlight, Blue House, Gold Diginet, Студио С и Ideogram.

### Сарадња

#### Студији
- Имаго продукција

#### ТВ канали
- ТВ Авала
- ТВ Атлас
- ТВ Плус Крушевац
- ТВ Кошава
- ТВ Мини
- Пинк 2
- Пинк кидс
- Пинк супер кидс
- Ултра
- Синеманија
- СОС канал
- Канал М
- РТВ Ас
- РТВ Кладово
- ТВ Сунце
- ТВ Лесковац
- ТВ Лотел
- ТВ Пирот
- РТВ
- РТС
- РТК Крушевац
- Студио Б
- ТВ Ча
- ТВ5 Ужице

#### Издавачке куће
- Голд аудио видео
- Народна књига
- Политика

#### Компаније
- Права и Преводи
- Маг Плус

### Списак синхронизација
| Година                 | Назив                                   | Емитовање                                                                                          |
| ---------------------- | --------------------------------------- | -------------------------------------------------------------------------------------------------- |
| Happy (2002—2010)      |                                         | |
| 2002.                  | Казззкадери                             | Пинк 2 Пинк супер кидс                                                                             |
| 2002.                  | Легенда о Каламити Џејн                 | -                                                                                                  |
| 2002.                  | Супермен                                | -                                                                                                  |
| 2002.                  | Срећне мелодије                         | -                                                                                                  |
| 2002.                  | Шашава дружина                          | -                                                                                                  |
| 2002.                  | Пера Детлић                             | -                                                                                                  |
| 2002.                  | Чили Вили                               | -                                                                                                  |
| 2002.                  | Морнар Попај                            | -                                                                                                  |
| 2002.                  | Нова три спадала                        | -                                                                                                  |
| 2002.                  | Господин свирач                         | -                                                                                                  |
| 2002.                  | Мел-О-Тунс                              | -                                                                                                  |
| 2002.                  | Новелтунс                               | -                                                                                                  |
| 2002.                  | Скурен сонгс                            | -                                                                                                  |
| 2002.                  | Супер миш                               | -                                                                                                  |
| 2002.                  | Спасоје                                 | СОС канал                                                                                          |
| 2002.                  | Коке лијоломке                          | -                                                                                                  |
| 2002.                  | Седам малих монструма                   | -                                                                                                  |
| 2002.                  | Страшни диносауруси                     | -                                                                                                  |
| 2002.                  | Жирко Храстић                           | -                                                                                                  |
| 2002.                  | Принцеза из океана                      | РТВ Кладово ТВ Пирот                                                                               |
| 2003.                  | Лајави град                             | -                                                                                                  |
| 2003.                  | Магична кућица                          | ТВ Кошава ТВ Пирот                                                                                 |
| 2003.                  | Марсупилами (1—2. сезона)               | |
| 2003.                  | Фантомацан                              | ТВ Кошава ТВ Пирот                                                                                 |
| 2003.                  | Кенгури кошаркаши                       | ТВ Авала Пинк 2 Пинк супер кидс                                                                    |
| 2003.                  | Скипијеве авантуре                      | -                                                                                                  |
| 2003.                  | Господин Муфљуз                         | ТВ Сунце                                                                                           |
| 2003.                  | Били супер херој                        | -                                                                                                  |
| 2003.                  | Флекица                                 | -                                                                                                  |
| 2003.                  | Страшне приче за плашљиву децу          | Пинк 2 Пинк супер кидс Пинк кидс РТВ 1 ТВ Пирот                                                    |
| 2003.                  | Кртица слави Божић                      | -                                                                                                  |
| 2003.                  | Соников Божићни јуриш                   | -                                                                                                  |
| 2003.                  | Инспектор Геџет спашава Божић           | -                                                                                                  |
| 2003.                  | Волтрон: Трећа димензија                | -                                                                                                  |
| 2004.                  | Зентрикс                                | -                                                                                                  |
| 2004.                  | Грчка митологија                        | -                                                                                                  |
| 2004.                  | Несташни духови                         | Пинк 2 Пинк кидс Пинк супер кидс                                                                   |
| 2004.                  | Гвоздени нос                            | -                                                                                                  |
| 2005.                  | Барби иде у Холивуд                     | -                                                                                                  |
| 2005—2009.             | Ноди                                    | Мини Ултра ТВ Пирот                                                                                |
| 2005.                  | Ноди спашава Божић                      | -                                                                                                  |
| 2005—2006.             | Покемон хронике                         | РТК Крушевац ТВ Пирот                                                                              |
| 2005.                  | Јастучићи                               | ТВ Кошава                                                                                          |
| 2005.                  | Чаробна загонетка                       | -                                                                                                  |
| 2005.                  | Смешна створења                         | -                                                                                                  |
| 2005.                  | Божићна прича                           | -                                                                                                  |
| 2006—2010.             | Дружина мјау-мјау                       | ТВ Авала Пинк 2 Канал М Пинк супер кидс ТВ Лотел РТК Крушевац РТВ Плус Крушевац ТВ5 Ужице ТВ Пирот |
| 2006.                  | Медведићи доброг срца                   | -                                                                                                  |
| 2006.                  | Барби и магични пегаз                   | -                                                                                                  |
| 2006.                  | Барби Феритопија                        | ТВ Авала                                                                                           |
| 2006.                  | Тролови                                 | -                                                                                                  |
| 2006.                  | Бампијеве ноћне авантуре                | -                                                                                                  |
| 2006—2010.             | Јагодица Бобица (1—4. сезона)           | Пинк кидс Пинк супер кидс ТВ Кошава ТВ Авала Пинк 2                                                |
| 2006.                  | Барби Сиренија                          | ТВ Авала                                                                                           |
| 2006.                  | Барби и 12 принцеза                     | ТВ Авала                                                                                           |
| 2006.                  | Конанове авантуре (1—2. сезона Еп 1—25) | БК ТВ                                                                                              |
| 2006.                  | Чудна чудовишта                         | -                                                                                                  |
| 2006.                  | Мрљице                                  | Пинк 2 Пинк супер кидс                                                                             |
| 2006.                  | Кирби                                   | -                                                                                                  |
| 2006.                  | Поли Покет: Полин свет                  | |
| 2006.                  | Сагва                                   | -                                                                                                  |
| 2006.                  | Оскаров оркестар                        | ТВ Авала                                                                                           |
| 2006.                  | Медведићи у земљи чуда                  | -                                                                                                  |
| 2006.                  | Трансформерси: Сајбертрон               | -                                                                                                  |
| 2006—2007.             | Опасни миш                              | ТВ Кошава                                                                                          |
| 2006—2007.             | Пингвини осветници                      | ТВ Кошава                                                                                          |
| 2006—2007.             | Б-Даман                                 | -                                                                                                  |
| 2007.                  | Смешни студенти                         | |
| 2007.                  | Барби Феритопија: Чаролија дуге         | ТВ Авала                                                                                           |
| 2007.                  | Томас и другари                         | РТС 2 Пинк супер кидс Ултра                                                                        |
| 2007.                  | Барби дневници                          | ТВ Авала                                                                                           |
| 2007.                  | Барби - острвска принцеза               | |
| 2007.                  | Хоћу ја                                 | -                                                                                                  |
| 2007.                  | Браћа Коале                             | ТВ Кошава                                                                                          |
| 2007.                  | Денис напаст                            | ТВ Авала ТВ Кошава                                                                                 |
| 2007.                  | Паткула                                 | ТВ Кладово ТВ Пирот ТВ Лесковац ТВ Ча                                                              |
| 2007.                  | Краљ шамана                             | ТВ Кошава                                                                                          |
| 2007.                  | Меда Руперт                             | ТВ Кошава                                                                                          |
| 2007.                  | Скајленд                                | Пинк супер кидс                                                                                    |
| 2007.                  | Вива пињата                             | ТВ Авала Пинк 2 Пинк супер кидс                                                                    |
| 2007—2008.             | Улица Сезам                             | Ултра Пинк супер кидс                                                                              |
| 2007.                  | Ноди и острвска авантура                | -                                                                                                  |
| 2007.                  | Ноди и месечева прашина                 | -                                                                                                  |
| 2008.                  | Покојо                                  | ТВ Кошава                                                                                          |
| 2008.                  | Приче без краја                         | -                                                                                                  |
| 2008.                  | Хенријеве занимљиве животиње            | -                                                                                                  |
| 2008.                  | Папирманија                             | Пинк 2 Канал М Пинк супер кидс Атлас ТВ ТВ Лотел Синеманија                                        |
| 2008.                  | Ши-Ра: Принцеза моћи                    | ТВ Авала ТВ5 Ужице ТВ Пирот                                                                        |
| 2008.                  | Спајдер рајдери                         | РТВ Ас Пинк супер кидс Пинк 2 ТВ Пирот                                                             |
| 2008.                  | Учите са Нодијем                        | |
| 2008.                  | Клифорд - велики црвени пас             | ТВ Кошава Канал М ТВ Лотел                                                                         |
| 2008.                  | Краљ диносауруса (1. сезона)            | Синеманија                                                                                         |
| 2008.                  | Барби и дијамантски замак               | -                                                                                                  |
| 2009.                  | Бен 10 (1—4. сезона)                    | Ултра ТВ Авала ТВ Кошава Пинк 2                                                                    |
| 2009.                  | Ноди у Земљи играчака                   | ТВ Кошава Ултра Пинк 2 Пинк кидс Пинк супер кидс                                                   |
| 2009.                  | Трансформерси: Енимејтед                | -                                                                                                  |
| 2009.                  | Мала принцеза                           | ТВ Кошава                                                                                          |
| 2009.                  | Мали меда Чарли                         | Ултра Мини Ултра ТВ Кошава Пинк 2                                                                  |
| 2009.                  | Са Бо у авантуру                        | -                                                                                                  |
| 2010.                  | Закуми                                  | ТВ Кошава                                                                                          |
| Happy Kids (2010—2017) |                                         | |
| 2010.                  | Авантуре малог Пере                     | -                                                                                                  |
| 2010.                  | Барби и Крцко Орашчић                   | -                                                                                                  |
| 2010.                  | Барби: савршени Божић                   | -                                                                                                  |
| 2010.                  | Мали Хероји                             | -                                                                                                  |
| 2011.                  | Сабринин тајни живот                    | -                                                                                                  |
| 2011.                  | Земља коња                              | -                                                                                                  |
| 2011.                  | Тајни свет меде Бенџамина               | РТВ 1                                                                                              |
| 2011.                  | Мегаминималс                            | -                                                                                                  |
| 2011.                  | Дино ратник                             | -                                                                                                  |
| 2011.                  | Хантик (1—2. сезона)                    | -                                                                                                  |
| 2011.                  | Боба и Биба                             | -                                                                                                  |
| 2011.                  | Повратак малог тигра                    | -                                                                                                  |
| 2011.                  | Метеор и моћни камиони                  | -                                                                                                  |
| 2011.                  | Торк                                    | -                                                                                                  |
| 2011.                  | Мали играч Гоа                          | -                                                                                                  |
| 2011.                  | Моћна Чигра                             | -                                                                                                  |
| 2011.                  | Мале бубице имају велику мудрост        | -                                                                                                  |
| 2011.                  | Чаробњак магичне флауте                 | -                                                                                                  |
| 2011.                  | Бајка о Тибету                          | -                                                                                                  |
| 2011.                  | Сабрина: Пријатељи заувек               | Студио Б                                                                                           |
| 2011.                  | Скривено благо Вомпки шуме              | РТВ 1                                                                                              |
| 2011.                  | Магични колут блага краља ирваса        | -                                                                                                  |
| 2011.                  | Бони Меда                               | -                                                                                                  |
| 2011.                  | Сребрна крила                           | -                                                                                                  |
| 2011.                  | Ухватимо Деда Мраза                     | Студио Б                                                                                           |
| 2011.                  | Божић у Вомпки шуми                     | РТВ 1                                                                                              |
| 2011.                  | Абу, мали диносаурус                    | -                                                                                                  |
| 2011.                  | Змајеви: Ватра и лед                    | -                                                                                                  |
| 2011.                  | Змајеви 2: Метално доба                 | -                                                                                                  |
| 2011.                  | З-Куад                                  | -                                                                                                  |
| 2012.                  | Становници залене шуме                  | -                                                                                                  |
| 2012.                  | У потрази за Саром                      | -                                                                                                  |
| 2012.                  | Порекло 12 чувара                       | -                                                                                                  |
| 2012.                  | Порекло 7 чувара                        | -                                                                                                  |
| 2012.                  | Магичне Око Авантуре                    | -                                                                                                  |
| 2012.                  | Ловци на змајеве                        | -                                                                                                  |
| 2012.                  | Мали Дуби Мој Зеленодрво                | -                                                                                                  |
| 2012.                  | Зоки На Веселој Фарми                   | -                                                                                                  |
| 2012.                  | Звездалиште                             | -                                                                                                  |
| 2012.                  | 20000 миља под морем                    | Студио Б                                                                                           |
| 2012.                  | Пилећи паприкаш                         | -                                                                                                  |
| 2012.                  | Град Њу Стар                            | -                                                                                                  |
| 2012.                  | Острво диносауруса                      | Студио Б                                                                                           |
| 2012.                  | Барби као Златокоса                     | -                                                                                                  |
| 2012.                  | Барби: лабудово језеро                  | -                                                                                                  |
| 2012.                  | Барби као принцеза и просјакиња         | -                                                                                                  |
| 2012.                  | Барби Мерипоза                          | -                                                                                                  |
| 2012.                  | Барби у модној бајци                    | -                                                                                                  |
| 2012.                  | Барби: тајне виле                       | |
| 2012.                  | Принцеза Барби и школа манира           | -                                                                                                  |
| 2012.                  | Барби и три мускетара                   | -                                                                                                  |
| 2012.                  | Барби у причи о сирени                  | -                                                                                                  |
| 2012.                  | Моји џепни љубимци                      | Пинк 2 Пинк кидс ТВ Пирот                                                                          |
| 2012.                  | Генератор Рекс                          | -                                                                                                  |
| 2012.                  | Залив шкољки                            | -                                                                                                  |
| 2012.                  | Нинџа корњаче: Нова мутација            | -                                                                                                  |
| 2012.                  | Моћни ренџери: Самураји                 | -                                                                                                  |
| 2012.                  | Моћни ренџери: Суперсамураји            | -                                                                                                  |
| 2012.                  | Ешли краљ мајмуна                       | -                                                                                                  |
| 2012.                  | Легенда о Неши                          | -                                                                                                  |
| 2012.                  | Гормити                                 | -                                                                                                  |
| 2012.                  | Фантастично путовање                    | -                                                                                                  |
| 2012.                  | Кунг фу мајстори зодијака               | -                                                                                                  |
| 2012.                  | Побуна диносауруса                      | -                                                                                                  |
| 2012.                  | Шарени вилењаци                         | -                                                                                                  |
| 2012—2015.             | Винкс (5—7. сезона)                     | Мини Ултра РТВ 1 Пинк кидс Пинк 2 ТВ Пирот                                                         |
| 2012.                  | Шеги и Скуби-Ду лудују (1. сезона)      | -                                                                                                  |
| 2012.                  | Покемон: Црно и бело                    | -                                                                                                  |
| 2013.                  | Монсуно (2. сезона)                     | Ултра РТВ 1 ТВ Пирот                                                                               |
| 2013—2014.             | Драгуљски љубимци                       | -                                                                                                  |
| 2013.                  | Мале вештице                            | -                                                                                                  |
| 2013.                  | Планета Шин                             | -                                                                                                  |
| 2013.                  | Магично срце                            | -                                                                                                  |
| 2013.                  | Гандам семе судбине                     | -                                                                                                  |
| 2014.                  | Сабрина: Цртана серија                  | -                                                                                                  |
| 2014.                  | Вирус Атак                              | -                                                                                                  |
| 2014.                  | Неустрашиви Поли                        | -                                                                                                  |
| 2014.                  | Кикорики                                | -                                                                                                  |
| 2014.                  | Маша и Медвед                           | Мини Ултра                                                                                         |
| 2014.                  | Машине бајке                            | -                                                                                                  |
| 2014.                  | Породица Икс                            | -                                                                                                  |
| 2014.                  | Так и моћ Џу-Џуа                        | -                                                                                                  |
| 2014—2015.             | Слагтера                                | Ултра                                                                                              |
| 2016.                  | Софија Прва (1—2. сезона)               | |
| 2016.                  | Мики Маусов клуб                        | -                                                                                                  |

## Програм
Списак цртаних, играних и документарних серија емитованих на телевизији :

### Happy

#### Серијски програм
- Тражећи посао
- Родитељи дивљини
- Моја Животиња и ја
- Анђео чувар
- Пријатно Децо
- Циркус Сунца
- Идемо уживо
- Сви смо овде заједно
- Отворена врата
- У високом стилу
- Опстанак
- Ватрена Стена
- Мистерије рут рендел
- Она и он
- Најгора вештица
- Бескрајне приче
- Дизајер Фор Скајз
- Живот је леп

#### Едукативне серије
- Вуков Видео Буквар
- Са Сашом у Авантуру
- Вукова Азбука
- Ја имам нека права
- Дерби
- Хроника тиба
- Тајни живот машина
- Сезам
- Имам право да знам

#### Стоп-моушн серије
- Мајстор Боб - Обрада: Квартет Амиго
- Рори - тркачки ауто - Обрада:

#### Анимиране серије
- Крис Колорадо
- Оги и бубице
- Тини Планет
- Мистер Бин
- Кирари
- Блич
- Вандреад
- Икс
- Снешко
- Челични алхемичар
- Сова
- Џи Ај Џо Сигма 6
- Ловци на Дорке из свемира
- Мери-Кејт и Ешли у акцији
- Џем
- Џет грув
- Научите енглески са Озмом
- Хаклбери Фин
- Стари Том
- Екшн Мен (1995)
- Еон Кид - Обрада:
- - Обрада:
- Брац - Обрада:
- Млади мутанти нинџа корњаче (2003) (3–4, 6. сезона) - Обрада:
- Винкс (4 сезона) - Обрада:
- Чаробњак из Оза - Обрада: Призор
- Авантуре из Књиге Врлина - Обрада: Призор
- Пипи дуга чарапа - Обрада: Призор
- Бејблејд В-Сила - Обрада: Квартет Амиго
- Ајванхо - Oбрада: Квартет Амиго
- Магичне авантуре Квазимода - Oбрада: Квартет Амиго
- Мистерије Провиденса - Oбрада: Квартет Амиго
- Чарли и Мимо - Обрада: РТС
- Приче о животињама - Обрада: РТС
- Џумбус пас - Обрада: Мириус

#### Игране серије
- Моји родитељи ванземаљци
- Плашите ли се мрака?
- Таина
- Легенда о Брус Лију
- Лизи Макгвајер
- Дух у Кући
- Мрачно пророчанство
- Животиње из кутије
- Ветар и облак
- Супер руперт
- Авантуре Ширли Холмс
- Хипернаути

#### Теленовеле
- Бунтовници
- Росалинда
- Склониште
- Луде године
- Једина љубав
- Амор латино

#### Документарне емисије
- Бекство са острва шкорпиона
- Олимпијада у школском
- Рођени победници
- Рођени Дивљини
- Техно олимпијада
- Ратови робота
- Чуда природе
- Заклети на ћутање
- Дивља африка
- Макс Ку
- Породични живот животиња

#### Дечији квизови
- Зимска Слагалица
- Супер стаза са дедамраза
- Гусарске авантуре
- Новогодишња стаза
- Прутић
- Подморнице

#### Образовне емисије
- Кад бих био животиња
- Средишта светске културе
- Свемирски брод земље
- Зелена патрола
- ЕПС и деца - А где ћемо сад?
- ЕПС и деца - Еко кап тара 2007
- Астро ала
- Експедиција
- Историја аутомобила

#### Музички програм
- Музичка телевизија србије
- Музички видео микс Хепи ТВ

#### Дечије емисије
- Овде живим ја
- Смуцалице
- За Вас Децо
- Музика без струје
- Пресовање
- Весела кујница
- Деца Праве Филмове
- Спортић
- Календарчић
- Виташоп

## Happy Kids
Списак цртаних и документарних серија емитованих на телевизији :

#### Анимиране серије
- Хело Кити - Обрада: Студио С
- Монстер хај - Обрада:
- Сирене (1. сезона) - Обрада:
- Поп Пикси - Обрада:
- Анђелина Балерина - Обрада:
- Бен 10: Врхунски ванземаљац (1–2. сезона) - Обрада:
- Монсуно (1. сезона) - Обрада:
- Југио 5Д (1. сезона) - Обрада:
- Бакуган - Обрада:
- Млади мутанти нинџа корњаче (2012) (1–2. сезона) - Обрада:
- Дора истражује - Обрада:
- Мали детективи - Обрада:

#### Теленовеле
- Виолета

#### Документарне емисије
- Изненађење! То је јестиво фантастично!
- Сирова природа

## Особље

### Продуценти
- Ана Ђорђевић
- Ана Јововић
- Бојана Маљевић
- Бранислав Петровић
- Весна Стаменковић
- Владимир Јанковић
- Горан Симоновић
- Ђорђе Лукић
- Жика Миленковић
- Ива Милошевић
- Ивана Матић
- Игор Миловашевић
- Маја Старчевић Јанковски
- Марија Шапоња
- Милован Кнежевић
- Миломир Кнежевић
- Милан Михајловић
- Лако Николић
- Никола Кокотовић
- Миодраг Јаковљевић
- Соња Папак
- Слободан Стевановић
- Славица Данић

## Водитељи
- Ана Мандић[10]
- Александар Ђинђић
- Бојана Ђурашковић
- Бојан Ивковић
- Драгош Јосиповић
- Ђурђа Павловић[11]
- Јелена Ступљанин
- Лако Николић
- Марија Вукосављевић
- Марија Поповић
- Наташа Јанковић
- Никола Волић
- Сара Миа Јокић[12]
- Сања Поповић

## Продуценти, директорки и главни и одговорни уредници
- Душан Mитевић (1993—1999)
- Бојан Маљевић (1999—2002)
- Донка Шпичек (2002—2010)
- Бојана Маљевић (2002—2009)
- Владана Ћировић (2009—2012)
- Ана Марковић (2010—2017)

## 
је продукција која се бави DVD издаваштвом. Има и бојанке за децу од 5 до 18 година. Била је део канала Happy.